# Neopurcellia
Neopurcellia is een geslacht van hooiwagens uit de familie Pettalidae.
De wetenschappelijke naam Neopurcellia is voor het eerst geldig gepubliceerd door Forster in 1948. 

## Soorten
Neopurcellia omvat de volgende 5 soorten:
- Neopurcellia capricornia
- Neopurcellia florensis
- Neopurcellia forsteri
- Neopurcellia minutissima
- Neopurcellia salmoni